# Éloyse Lesueurová
Éloyse Lesueurová (* 15. července 1988) je francouzská atletka, specializující se na skok daleký.
V letech 2012 a 2014 se stala mistryní Evropy ve skoku dalekém. Největším úspěchem se pro ni stal titul halové mistryně světa v této disciplíně z roku 2014. Na olympiádě v Londýně v roce 2012 obsadila v soutěži dálkařek čtvrté místo.

## Osobní rekordy
- hala – 690 cm – 2. března 2013, rekord Francie. Tento rekord byl stanoven ve finále na HME 2013 v Göteborgu, kde získala stříbrnou medaili.
- venku – 694 cm – 21. července 2014, Stockholm